# San Luis (Santiago di Cuba)
San Luis è un comune di Cuba, situato nella provincia di Santiago di Cuba.